# Duitse Ordestaat
De Duitse Ordestaat (Latijn: Civitas Ordinis Theutonici) is een historische staat in het noorden van Europa die bestond vanaf de late middeleeuwen. De staat werd opgericht door de Duitse Orde, een geestelijke ridderorde op Baltisch gebied. Het grondgebied van de Orde bestond uit het latere West-Pruisen, waarop ook de Poolse koningen aanspraak maakten, en het latere Oost-Pruisen, waar het Baltische volk van de Pruisen woonde.
De Orde van de Zwaardbroeders regeerde over Lijfland (het noordelijk deel van het huidige Letland en het zuidelijk deel van het huidige Estland). Deze orde werd in 1237 opgenomen in de Duitse Orde, maar zij behield als Lijflandse Orde een zekere autonomie.
Na de nederlaag in de Slag bij Tannenberg verloor de Duitse Orde een deel van haar macht. West-Pruisen werd na de Dertienjarige Oorlog in 1466, bij de Tweede Vrede van Thorn als koninklijk Pruisen door het koninkrijk Polen ingelijfd.
De Orde-staat ging na 1525 over op het lutheranisme. Oost-Pruisen werd toen het hertogdom Pruisen. Lijfland kwam na 1561 rechtstreeks onder het Pools-Litouwse Gemenebest en in 1621 onder Zweden. Het zuiden van het huidige Letland kwam in 1561 ook onder de Poolse kroon, maar behield als hertogdom Koerland en Semgallen zelfstandigheid. In 1721 kwam Lijfland onder de Russische tsaar, Koerland volgde in 1795.

## Geschiedenis
Hertog Koenraad van Mazovië riep in 1226 de hulp in van de ridderbroeders in de strijd die hij aan de noordgrens van zijn hertogdom voerde tegen de het volk van de Pruisen, een aan Litouwers en Letten verwante Baltische stammengroep, welke nog steeds het heidendom aanhing. Bij het Verdrag van Kruschwitz van 16 mei 1230 schonk de hertog de Duitse Orde het Kulmerland. Ook erkende hij de legitieme heerschappij van de Orde over al het land dat zij zou veroveren op de Pruisen.
In 1234 bevestigde paus Gregorius IX deze rechten. Hierbij zou de Orde uitsluitend aan het gezag van de paus onderworpen zijn, als kerkelijke staat. De Duitse keizer Frederik II reageerde hierop met de Gouden Bul van Rimini waarin hij deze gebieden als deel van het Duitse Rijk onderstelde.
De ridders bestonden uit vooral de jongere telgen van de Duitse adel uit het Heilige Roomse Rijk. Velen kwamen uit Westfalen, maar ook uit de westelijke delen van het Rijk, zoals Vlaanderen, Brabant, Bourgondië en Holland meldden zich ridders. Een bekende Hollandse edelman was in de 14e eeuw Dirk III van Brederode, die als zovelen niet intrad in de Orde maar wel deelnam aan haar strijd tegen de Pruisische heidenen. Engelse en Schotse edellieden namen ook deel in wat beschouwd werd als een avontuurlijke kruistocht. De Orde stichtte in veroverd en gepacificeerd gebied in totaal 120 burchten, waarvan een twintigtal van aanzienlijke omvang, eerst langs de Weichsel en de Oostzeekust, te beginnen in 1231 bij Thorn, via Koningsbergen, en eindigend in 1252 in Memel. In het Pruisische binnenland werd het net verdicht en hier zouden nog tot omstreeks 1400 burchten opgericht worden als steunpunten.

### Lijfland
Tijdens de Lijflandse Kruistocht was Lijfland door de Orde van de Zwaardbroeders en de bisschop van Riga veroverd. In 1228 sloot de pauselijk legaat Willem van Modena een compromis tussen de bisschop en de orde, waarbij de orde twee derde en de bisschop een derde van het gebied in handen kreeg.
In 1237 werd de Orde van de Zwaardbroeders opgenomen in de Duitse Orde. Deze nieuwe tak van de Duitse Orde heette officieel de Domus Sanctae Mariae Theotonicorum in Livonia en kortweg de Lijflandse Orde. Hiermee verkreeg de Duitse Orde een groot territorium van Danzig tot Tallinn (Reval). Een verdere oostwaartse expansie, waarbij het oosters-orthodoxe Rusland onder het gezag van Rome gebracht zou moeten worden, werd in 1242 gestuit door Alexander Nevski in de Slag op het IJs, waarmee deze een legendarische Russische held werd.

### Pruisen
In 1243 verdeelde Willem van Modena Pruisen in vier bisdommen: Kulm (Chelmno), Pomesanië (Pomezania), Ermland (Warmia) en Samland. Deze kwamen in 1255 onder het aartsbisdom Riga. Ieder bisdom kreeg ook wereldlijke macht.
De Pruisen werden na enkele heftige opstanden in 1281 definitief onderworpen. In deze strijd kwam een groot deel van de Pruisen om het leven, of zij vluchtten naar de aan hen verwante Litouwers. Stamhoofden die zich onder het gezag van de Duitse Orde schikten, behielden hun positie. Zij zouden met de seculariseerde ridderschap de basis gaan vormen voor de latere Pruisische landadel (de Pruisische 'Junker').
Ongeveer tezelfdertijd als de gewelddadige pacificatie van het gebied ten oosten van de Weichsel (het latere Oost-Pruisen) raakte het gebied ten westen daarvan, de Pommerellen, verwikkeld in een strijd om de erfopvolging. De Pommerellen stonden onder gezag van een hertog wiens erfopvolgers steun zochten bij de omringende vorsten: de markgraaf van Brandenburg, de koning van Bohemen, de hertog van Groot-Polen en de Duitse Orde. De overleden hertog had Brandenburg als zijn leenheer erkend en enkele erfopvolgers verkochten dit recht aan de Duitse Orde. De Poolse koning eiste het leenheerschap voor zichzelf op en verzette zich hiertegen. In 1308 moest hij zijn belangrijkste steunpunt, de burcht bij Danzig, opgeven. Een jaar later nam de Orde de rest van Pommerellen in en verhuisde de grootmeester van de Duitse Orde zijn zetel van Venetië naar Slot Marienburg. In 1343 schikte Polen zich bij de Vrede van Kalisch in de nieuwe verhoudingen. Daarna, in 1402, kocht de Orde de Neumark van Sigismund, de keurvorst van Brandenburg. Met de verovering het Dobriner Land in 1409 bereikte de Duitse Orde haar grootste omvang.
In 1346 werd het hertogdom Estland, het noordelijk deel van het huidige Estland door koning Waldemar IV van Denemarken aan de Duitse Orde verkocht. Tussen 1345 en 1382 veroverde de ridders van de Orde nog het noordwesten van het huidige Litouwen: Samogitië, maar hier hebben ze hun macht niet blijvend kunnen vestigen.

### Gedeeltelijke annexatie door Polen
Het eerst zo succesvolle bestuur was niet flexibel en te rigide. Het ondervond steeds meer tegenstand in de zich ontwikkelende grotere steden als Thorn, Danzig en Elbing, die naar autonomie streefden. Dat leidde tot een oorlog waarin de Poolse koningen, die al langer aanspraak maakten op het westelijk deel van de Orde-staat, hun kans grepen.
Toen na een halve eeuw de machtsverhoudingen ten gunste van Polen veranderden, doordat Polen zich met Litouwen verenigde, zou er een conflict tussen de Orde en het nieuwe verenigde koninkrijk uitbreken. Dit bereikte zijn hoogtepunt in de slag bij Slag bij Tannenberg (Grunwald) in 1410 die door het Pools-Litouwse leger onder Wladislaus II werd gewonnen. Na deze veldslag herkregen de Duitse ridders nooit meer hun oude macht, Bij de erop volgende Eerste Vrede van Thorn moest de Orde Samogitië en het Dobriner land afstaan en werden door de Polen hoge oorlogsschattingen aan de Orde opgelegd. Het deelgebied van de Lijflandse Orde vormde in 1419 met de bisschoppelijke gebieden in Lijfland de autonome Lijflandse Confederatie om zich beter tegen de Pools-Litouwse expansie teweer te kunnen stellen.
Het gezagsverlies van de Orde en de opgelegde schattingen door Polen verslechterden de positie van de Orde die haar hoge schulden met belastingverhogingen bestreed. Weldra keerden de Pruisische steden zich af van de Orde om hun heil bij de Poolse koning te gaan zoeken. Dit mondde uit in de Dertienjarige Oorlog (1453-1466) waarbij Polen werd gesteund door de opstandige steden Danzig, Thorn en Elbing. Koning Casimir IV van Polen dwong bij de Tweede Vrede van Thorn de Duitse Orde het westelijk grondgebied, Kulmerland, Neumark, West-Pruisen en de Pommerellen, de opstandige steden, haar bestuurscentrum, de Marienburg (Malbork) aan hem af te staan. Het veel armere oostelijk grondgebied, Oost-Pruisen, bleef onder gezag van de Orde. In Oost-Pruisen lag als een enclave het bisdom Ermland (Warmia) dat een bijzondere relatie met de Poolse koning aanging en die in de komende eeuwen zou behouden. Het hoofdkwartier van de Duitse Orde verhuisde naar Koningsbergen.

### Secularisatie van het restant van de Duitse Ordestaat
In 1525 ging grootmeester Albrecht van Brandenburg-Ansbach uit het huis Hohenzollern tot de protestantisme over en veranderde het Pruisische deel van de Ordestaat in het erfelijke hertogdom Pruisen. Pruisen vormde met het keurvorstendom Brandenburg in 1618 de unie Brandenburg-Pruisen, dat in de 17e eeuw zijn zwaartepunt naar Berlijn en Brandenburg in het westen verlegde. 
Het wereldlijk bezit van de Orde bestond toen nog uit Estland, Lijfland, Koerland en enkele kleine gebieden in het Duitse Rijk. Zowel de meester van Lijfland als de Duitsmeester in Mergentheim maakten aanspraak op het leiderschap van de Orde. De Duitsmeester werd uiteindelijk in 1527 de leider. Hij ging toen de titel Administrator des Hochmeistersamt und Deutschmeister voeren.
Aan het gezag van de orde in Lijfland kwam in 1562 een einde, toen tijdens de Lijflandse Oorlog Rusland, Polen en Zweden delen ervan bezetten. De laatste meester van Lijfland, Godhard Kettler werd luthers en vormde in het overgebleven gebied het seculiere hertogdom Koerland en Semgallen onder Poolse soevereiniteit.

## Kolonisatie
Het gebied van de Duitse Orde werd op een voor de 13e eeuw uitzonderlijk rationele manier georganiseerd: een wegennet met op regelmatige afstanden burchten (compturijen) als militaire en bestuurlijke steunpunten, waar een modern ambtenarenapparaat met nauw omschreven plichten en bevoegdheden zetelde die allen vielen onder het centraal gezag in de Marienburg. Bij de burchten ontstonden steden met handwerkslieden en handel. De bevolking die zich in deze steden vestigde kwam uit het hele toenmalige Duitse Rijk.
De autochtone bevolking van Oost-Pruisen was in de dertiende-eeuwse oorlogen en door de Zwarte Dood (pest) van 1350 gehalveerd, maar werd aangevuld door immigranten uit het Duitse Rijk. Deze kolonisten kregen bijzondere voorrechten in eigen nieuw gestichte dorpen, maar nadat deze rechten weer grotendeels ingetrokken waren, vermengden zij zich met de oorspronkelijke Pruisische bevolking. Het Oudpruisisch, de taal van het Pruisische volk, was in de 17e eeuw daaardoor grotendeels vervangen door Nederduitse dialecten van de Duitse kolonisten. In het dunbevolkte oosten en zuiden werde meer Litouwse en Poolse kolonisten Litouwse en Poolse bewoners aangetrokken.
Toen pestepidemieën aan het begin van de 18e eeuw de bevolking opnieuw uitdunden, zocht het koninklijk Pruisische landsbestuur opnieuw naar kolonisten voor de ontvolkte steden in het oosten van het land. Daarvoor werden uit hun vaderland om godsdienstige redenen verdreven Franse hugenoten en lutherse Salzburgers gevonden.
Als officiële taal van bestuur en kerk gebruikte de Orde een variant van het Hoogduits en dat gebruik zou na haar opheffing door de Pruisische hertogen worden voortgezet. Litouws en Pools bleven in respectievelijk het oosten en zuiden van Oost-Pruisen talen van de zielzorg in de lutherse staatskerk. Daar, in het zogeheten Klein-Litouwen – met name in Memelland en op de Koerse Schoorwal (de Kurische Nehrung) – handhaafden zich op het platteland tot in de 20e eeuw, maar sterk afnemend, het Litouws en het verwante Koers, terwijl in Mazurië het Mazoers, een Pools dialect, langer de algemene omgangstaal bleef. Sinds 1870 gingen deze bevolkingsgroepen steeds meer over op de Duitse taal, cultuur en gewoonten overgaan.
In tegenstelling tot de Pruisische gebieden was er in de noordelijker gebieden  van het Balticum geen kolonisatie door boeren. Wel kwamen er handelaren en handwerkslieden, met name Noord-Duitsland en de Nederlanden, naar steden in Estland, Lijfland en Koerland. In die steden werd aanvankelijk het Nederduits gebruikt, later kreeg het Hoogduits van de ridderschap de overhand als geschreven taal. Op het Estse en Letse platteland handhaafden zich de Estse en Baltische talen die ook in de lutherse kerk werden gebruikt. 

## Enclaves
Territoriaal nauw verbonden met de Ordestaat maar administratief zelfstandig waren de wereldlijke bezittingen van een aantal prinsbisdommen.
- In Lijfland:
  - prinsbisdom Riga, tevens aartsbisdom van het gehele Baltische gebied
  - prinsbisdom Dorpat
  - prinsbisdom Ösel-Wiek
  - prinsbisdom Pilten (bisdom Koerland)
- In Pruisen:
  - prinsbisdom Samland
  - prinsbisdom Ermland
  - prinsbisdom Kulm
  - prinsbisdom Pomesanië